# 新蒲原駅
新蒲原駅（しんかんばらえき）は、静岡県静岡市清水区蒲原にある、東海旅客鉄道（JR東海）東海道本線の駅。静岡市最東端の駅である。駅番号はCA10。
運行形態の詳細は「東海道線 (静岡地区)」を参照。

## 歴史
この付近の沿線開発が進んだ事によって設けられたが、東海道五十三次15番目の宿場である蒲原宿があったのはもともとこの付近であり、蒲原町内では人口がはじめから多い場所であった。結果、駅が設けられると隣の蒲原駅の乗降客数を凌ぐようになり、現在に至るまでそれは続いている。現在は、静岡市の東の玄関口の駅である。
上記の経緯から、蒲原駅に停車していた急行の一部は1980年代前半より当駅と蒲原駅との選択停車に変更されていたが、1996年3月のダイヤ改正により東海道区間を走る急行の廃止に伴い現在は再び普通列車のみの停車駅となっている。
富士川駅・蒲原駅の項目も参照のこと。

### 年表
- 1968年（昭和43年）10月1日：国鉄東海道本線の岩淵（現・富士川） - 蒲原間に新設開業[1]。旅客営業のみの旅客駅[1]。
- 1987年（昭和62年）4月1日：国鉄分割民営化により、東海旅客鉄道（JR東海）の駅となる[1]。
- 2008年（平成20年）3月1日：ICカード「TOICA」の利用が可能となる。
- 2017年（平成29年）3月18日：エレベーターの供用を開始[3]。
- 2025年（令和7年）6月1日：お客様サポートサービスを導入し、無人化[2][4]。

## 駅構造
相対式ホーム2面2線を持つ高架駅。ホームは築堤上にあり、ホーム東端の地上部にコンクリート造り平屋建ての駅舎が建つ。なお、当駅のホームは有効長が15両と、周辺の駅と比べても長い。
お客様サポートサービスを導入している無人駅である。無人化される前は、東海交通事業の職員が業務を担当する業務委託駅で、富士川駅が当駅を管理していた。駅舎内には自動券売機が設置されている。

### のりば
| 番線 | 路線          | 方向 | 行先           |
| ---- | ------------- | ---- | -------------- |
| 1    | CA 東海道本線 | 下り | 静岡・浜松方面 |
| 2    | CA 東海道本線 | 上り | 沼津・熱海方面 |

（出典：JR東海:駅構内図）

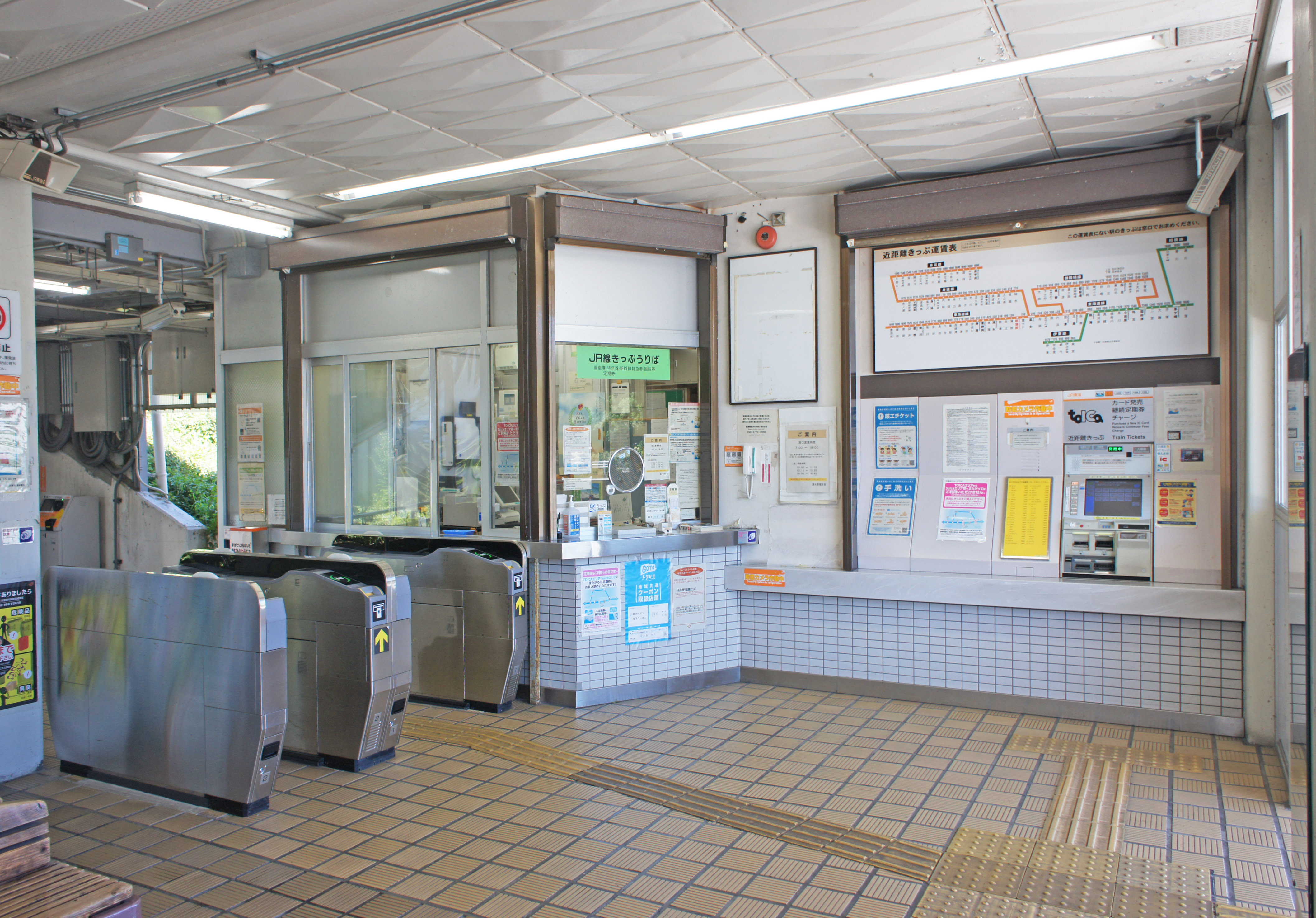
改札口（2022年7月）
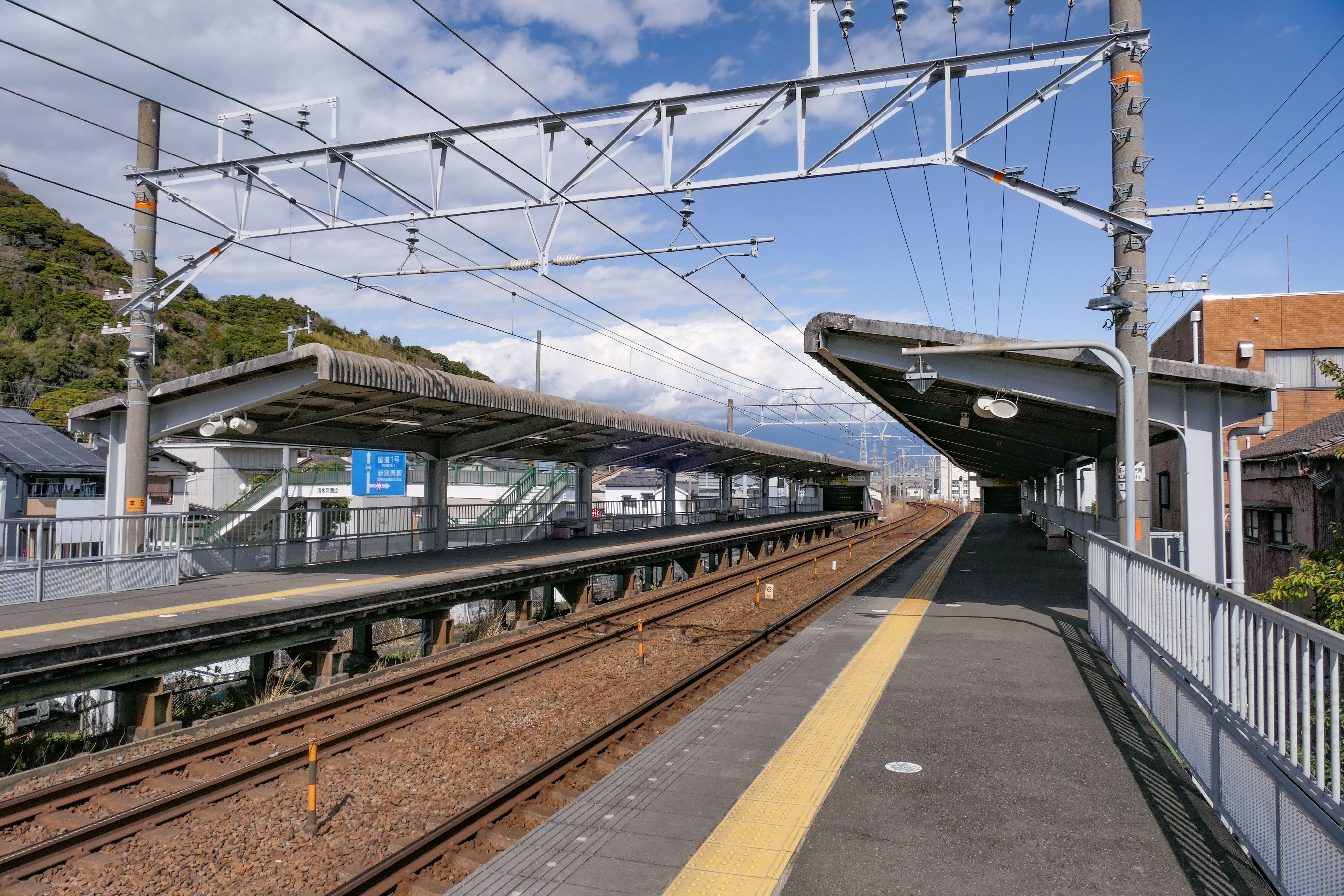
ホーム（2022年3月）

## 利用状況
「静岡県統計年鑑」によると、2021年度（令和3年度）の1日平均乗車人員は1,103人である。
1993年度（平成5年度）以降の推移は以下のとおりである。
| 乗車人員推移       | 乗車人員推移     | 乗車人員推移 |
| 年度               | 1日平均 乗車人員 | 出典         |
| ------------------ | ---------------- | ------------ |
| 1993年（平成05年） | 2,719            | [ * 2 ]      |
| 1994年（平成06年） | 2,492            | [ * 3 ]      |
| 1995年（平成07年） | 2,410            | [ * 4 ]      |
| 1996年（平成08年） | 2,427            | [ * 5 ]      |
| 1997年（平成09年） | 2,313            | [ * 6 ]      |
| 1998年（平成10年） | 2,257            | [ * 7 ]      |
| 1999年（平成11年） | 2,208            | [ * 8 ]      |
| 2000年（平成12年） | 2,260            | [ * 9 ]      |
| 2001年（平成13年） | 2,289            | [ * 10 ]     |
| 2002年（平成14年） | 2,269            | [ * 11 ]     |
| 2003年（平成15年） | 2,085            | [ * 12 ]     |
| 2004年（平成16年） | 2,048            | [ * 13 ]     |
| 2005年（平成17年） | 1,987            | [ * 14 ]     |
| 2006年（平成18年） | 1,981            | [ * 15 ]     |
| 2007年（平成19年） | 1,896            | [ * 16 ]     |
| 2008年（平成20年） | 1,888            | [ * 17 ]     |
| 2009年（平成21年） | 1,781            | [ * 18 ]     |
| 2010年（平成22年） | 1,769            | [ * 19 ]     |
| 2011年（平成23年） | 1,687            | [ * 20 ]     |
| 2012年（平成24年） | 1,705            | [ * 21 ]     |
| 2013年（平成25年） | 1,557            | [ * 22 ]     |
| 2014年（平成26年） | 1,480            | [ * 23 ]     |
| 2015年（平成27年） | 1,511            | [ * 24 ]     |
| 2016年（平成28年） | 1,503            | [ * 25 ]     |
| 2017年（平成29年） | 1,511            | [ * 26 ]     |
| 2018年（平成30年） | 1,464            | [ * 27 ]     |
| 2019年（令和元年） | 1,424            | [ * 28 ]     |
| 2020年（令和02年） | 1,166            | [ * 1 ]      |
| 2021年（令和03年） | 1,103            | [ * 1 ]      |

## 駅周辺

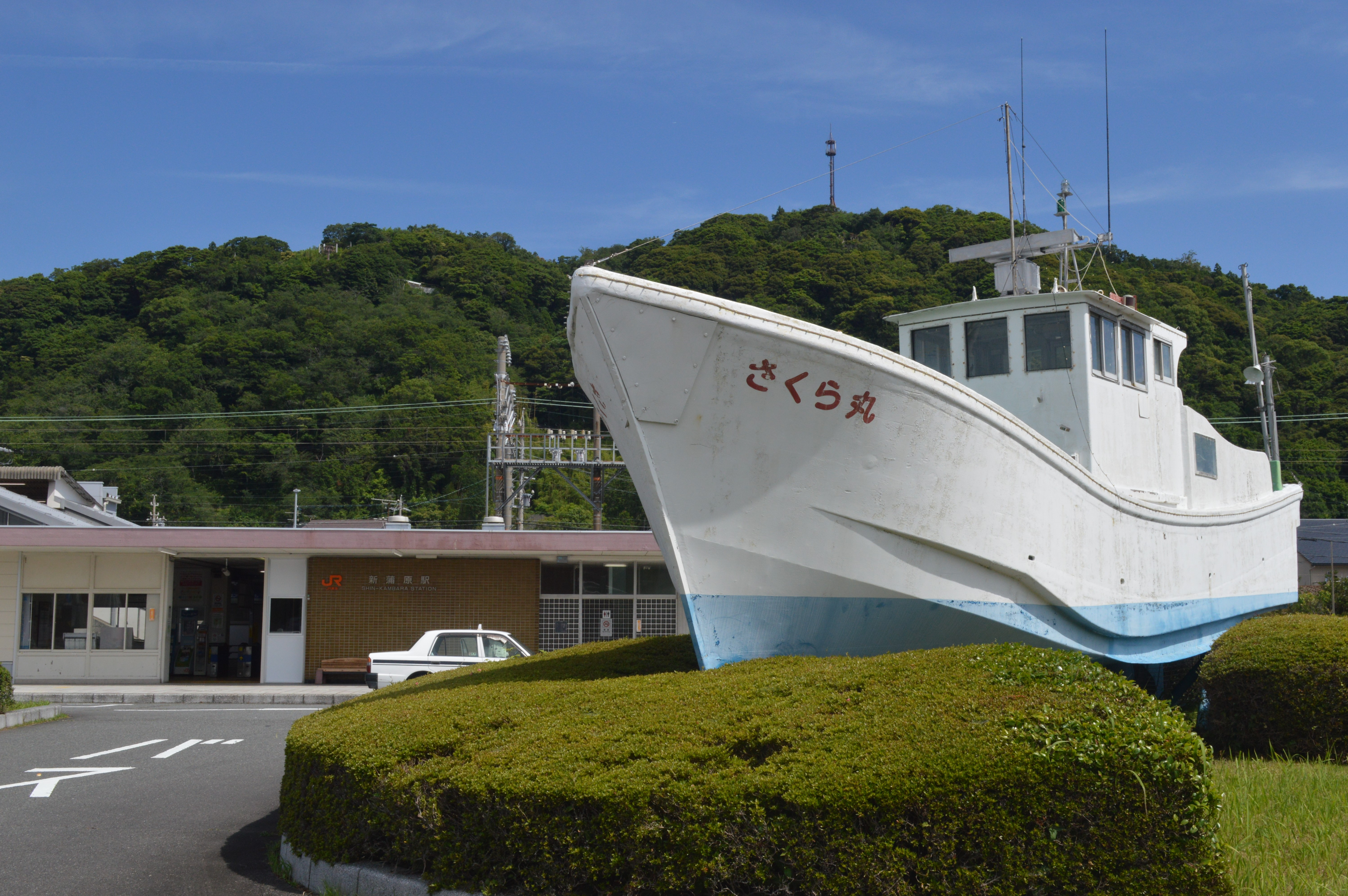
駅前広場に展示された漁船（2019年6月）

整備された駅前広場には『東海道五十三次』のタイルなどが敷かれている。駅前広場には漁船の展示がある。蒲原駅よりも蒲原の中心部に近い。
- 旧五十嵐歯科医院
- 志田邸
- 旧和泉屋（お休み処）
- 木屋江戸資料館
- 蒲原城址
- イオンタウン蒲原SC
- 日本軽金属蒲原製造所
- 御殿山
- 静岡県立庵原高等学校跡地（2013年3月31日閉校）

### バス路線
「新蒲原駅」停留所にて、静岡市のコミュニティバス（運行は信興バスが委託）が発着する。
- 由比・蒲原病院線：由比駅 / 蒲原病院

2019年9月までは、蒲原病院から先、富士川駅、富士駅方面の富士急静岡バスの路線が運行されていた。

## 隣の駅
東海旅客鉄道（JR東海）
CA 東海道本線
快速（下りのみ運転）
通過 特急ふじかわ
　   通過
普通
富士川駅 (CA09) - 新蒲原駅 (CA10) - 蒲原駅 (CA11)

### 記事本文